# 23994 Mayhan
23994 Mayhan è un asteroide della fascia principale. Scoperto nel 1999, presenta un'orbita caratterizzata da un semiasse maggiore pari a 2,4389562 UA e da un'eccentricità di 0,1637625, inclinata di 2,36854° rispetto all'eclittica.